# 長田鞆絵
- 長田 鞆絵[1]
- おさだ ともえ[1]

長田 鞆絵（おさだ ともえ、1941年（昭和16年）2月1日 - ）は、日本の童話作家、児童文学者。兵庫県出身、東京女子大学短期部卒業。小説家の大岡昇平の長女。

## 経歴
短大を卒業後、父である大岡昇平の伝手で、出版社に就職。一般の図書の出版部署は父との縁があるために避け、児童図書の出版部署で働く。
大学時代の友人と結婚した後、再び学業を希望して、就職から6年後に退職する。明治学院大学英文科、同大学院を経て、父の勧めで執筆業を始め、中央公論社から出版されていた全集の月報に、感想を書く。
出産を機に、編集者から童話の執筆を勧められ、処女作として、父と娘と愛犬をモデルにした幼年童話『もじもじびすけっと』を刊行する。作中では父にあたる人物が死ぬ設定であり、父である大岡は完成後に内容を知って、流石に驚いたという。以降は、童話作家として活動している。
代表作に『さんぽみちのおきゃくさま』などがある。孤独な老女と動物たちの交流を描いた作品であり、児童文学評論家の西本鶏介により、登場キャラクターたちの生き生きとした描写が評価されている。

## 著作
- 『もじもじびすけっと』講談社〈講談社の幼年創作童話〉、1976年7月。 NCID BA31780520。（おさだともえ名義[1]）
- 『少年少女全集 伝記と美しいお話』 13巻、講談社、1976年7月。 NCID BB00412246。
- 『わたしうれしいの』講談社、1979年11月。全国書誌番号:80010218。
- 『ひとりぼっちのびすけっと』講談社〈講談社の幼年創作童話〉、1980年6月。 NCID BA78184186。（おさだともえ名義[1]）
- 『さんぽみちのおきゃくさま』講談社、1983年11月。ISBN 978-4-06-127644-4。
- 『コンチキ号のぼうけん』講談社〈ほんとうにあった美しい話〉、1984年6月。ISBN 978-4-06-188825-8。
- 「もりのたね」『こどものくに チューリップ版』第17巻第2号、すずき出版、1989年5月、NCID AA12165604。
- 「おばあちゃんのへや」『こどものくに ひまわり版』第23巻第9号、すずき出版、1989年12月1日、NCID AA12165626。